# Ascain
Ascain település Franciaországban, Pyrénées-Atlantiques megyében. Lakosainak száma 4561 fő (2022. január 1.). Ascain Ciboure, Saint-Jean-de-Luz, Saint-Pée-sur-Nivelle, Sare, Urrugne és Bera községekkel határos.

## Népesség
A település népességének változása:
| Lakosok száma | 4167 | 4231 | 4326 | 4194 | 4209 | 4359 | 4368 | 4464 | 4561 |
|               | 2013 | 2015 | 2016 | 2017 | 2018 | 2019 | 2020 | 2021 | 2022 |